# 福島市三河台学習センター
福島市三河台学習センター（ふくしまし みかわだいがくしゅうセンター）は、福島県福島市にある生涯学習施設である。

## 概要
福島市学習センター条例に基づき設置された学習センターの一つであり、福島市中心市街地の野田町七丁目に位置する。福島市三河台公民館として設立され、福島市中央西地区（中心市街地のうちJR福島駅より西側）の住民の生涯学習の拠点として利用されてきた。

## 施設
1階
- 和室
- 実習室

2階
- ホール
- 講義室
- 図書室（福島市立図書館分館）

## 沿革
- 1978年3月 - 福島市三河台公民館が落成、開館する。
- 2005年4月 - 福島市公民館条例が廃止され福島市学習センター条例が施行される。これにより福島市三河台学習センターへ改称される。

## 開館
- 開館時間 - 午前9時～午後9時（未登録団体の専用使用は午後5時45分まで）
- 休館日 - 毎週火曜日、国民の祝日、12月29日から翌年1月3日まで

## アクセス
- JR福島駅より福島交通バス上姥堂線野田停留所より徒歩5分、由添団地経由庭坂線桜の聖母学院バス停より徒歩1分

## 周辺
- 桜の聖母学院中学校・高等学校
- 福島県道70号福島吾妻裏磐梯線
- 福島市道27号方木田茶屋下線